# Wisi Fleischmann
Alois «Wisi» Fleischmann (* 7. Juni 1926 in Altendorf; † 28. April 2022 in Beringen) war ein Schweizer Bergsteiger und Pionier des Extremkletterns in der Schweiz.

## Leben
Wisi Fleischmann begann im Alter von 24 Jahren mit dem Klettern, erreichte aber in kurzer Zeit ein hohes Niveau. Dem Freikletterer gelangen schwierige Routen im Wilden Kaiser und in den Dolomiten, unter anderem die Nordwände der Grossen und der Westlichen Zinne, die Civetta Nordwestwand, die Torre di Valgrande Nordwestwand und die fünfte Begehung der Südwestwand der Marmolada di Rocca, erstmals in einem Tag.
In den Schweizer Alpen gelangen ihm mehrere Erstbegehungen, die zu den schwersten ihrer Zeit gehörten und teilweise Extremklassiker geworden sind.
1955 zwang ihn eine Bazillusinfektion zu mehrjähriger Schonung. Während dieser Zeit bildete er sich zum Kaufmännischen Angestellten und Computerfachmann weiter. Danach kletterte er wieder schwere Routen bis ins fortgeschrittene Alter.
Wisi Fleischmann war Mitglied im Kletterclub Alpstein.

## Wichtige Erstbegehungen
- 1954, 29.8. Bockmattli Westschluchtpfeiler. Mit Christian Hauser und Max Niedermann.
- 1954, 6.9. Grosser Drusenturm Südpfeiler mit Max Niedermann.
- 1955, 1.5. Hundstein Südverschneidung mit Max Niedermann.
- 1958, 13.7. Schlossberg Südwestpfeiler mit Kurt Grüter und Dölf Hüsler.
- 1959, 5.7. Bockmattli Grosser Turm, Westliche Nordwand. Mit Kurt Grüter.
- 1959, 6.8. Salbitschijen Westgrat, Turm 2 Südostpfeiler. Mit Kurt Grüter.

## Schriften
- Der Einfluss des KCA auf das Klettern in der Schweiz. In: Jubiläum 50 Jahre Kletterclub Alpstein. Festschrift. KCA-Eigenverlag, 1998.
- Civetta-Tage. In: Die Alpen. Zeitschrift des SAC. 1956, S. 225.

| Personendaten    | Personendaten                        |
| ---------------- | ------------------------------------ |
| NAME             | Fleischmann, Wisi                    |
| ALTERNATIVNAMEN  | Fleischmann, Alois (wirklicher Name) |
| KURZBESCHREIBUNG | Schweizer Bergsteiger                |
| GEBURTSDATUM     | 7. Juni 1926                         |
| GEBURTSORT       | Altendorf SZ                         |
| STERBEDATUM      | 28. April 2022                       |
| STERBEORT        | Beringen SH                          |